# Gomya
Gomya es un género de escarabajos de la familia Latridiidae. Habita en Fiyi, Sri Lanka, las islas del Océano Índico y del Océano Atlántico. Andrews describió el género en 1976. Contiene las siguientes especies:
- Gomya ceylonica Sen Gupta, 1979
- Gomya insularis Dajoz, 1973
- Gomya parvula Rucker, 1983
- Gomya troglophila Sen Gupta, 1979